# Cabinet fantôme Miliband
Royaume-Uni
Harman I Harman II
Ed Miliband devient chef du Parti travailliste et chef de l'opposition officielle britannique après avoir été élu de justesse le 25 septembre 2010 face à son frère David Miliband. L'élection interne est déclenchée par la démission de Gordon Brown à la suite de la chute du parti aux élections générales de 2010, qui donnent lieu à une coalition gouvernementale entre les conservateurs et les libéraux-démocrates. Miliband nomme son premier cabinet fantôme le 8 octobre 2010, à la suite des élections du cabinet fantôme travailliste (en). Ces élections sont les dernières avant leur abolition en 2011.
Miliband procède à deux remaniements majeurs, en 2011 et 2013, avec un certain nombre de changements mineurs tout au long de son mandat.
À la suite des élections générales de 2015, remportées par le Parti conservateur, suivies de la démission de Miliband, la dirigeante par intérim Harriet Harman annonce la formation d'un nouveau cabinet fantôme, en poste jusqu'à l'élection d'un nouveau chef de parti entre août et septembre 2015, en la personne de Jeremy Corbyn.

## Cabinet fantôme de 2010-2015
| Portfolio | Ministre du cabinet fantôme | Mandat    |
| --- | --------------------------- | --------- |
| Leader du Parti travailliste Leader de la très loyale opposition de Sa Majesté                                                                  | Ed Miliband                 | 2010–2015 |
| Leader adjoint de la très loyale opposition de Sa Majesté Vice-Premier ministre fantôme du cabinet fantôme Leader adjoint du Parti travailliste | Harriet Harman              | 2010–2015 |
| Chancelier de l'Échiquier du cabinet fantôme | Alan Johnson                | 2010–2011 |
| Chancelier de l'Échiquier du cabinet fantôme | Ed Balls                    | 2011–2015 |
| Secrétaire d'État des Affaires étrangères et du Commonwealth du cabinet fantôme                                                                 | Yvette Cooper               | 2010–2011 |
| Secrétaire d'État des Affaires étrangères et du Commonwealth du cabinet fantôme                                                                 | Douglas Alexander           | 2011–2015 |
| Secrétaire d'État à l'Intérieur du cabinet fantôme                                                                                              | Ed Balls                    | 2010–2011 |
| Secrétaire d'État à l'Intérieur du cabinet fantôme                                                                                              | Yvette Cooper               | 2011–2015 |
| Secrétaire d'État à la Justice du cabinet fantôme Lord Chancelier du cabinet fantôme                                                            | Sadiq Khan                  | 2010–2015 |
| Whip en chef de la chambre des communes du cabinet fantôme                                                                                      | Rosie Winterton             | 2010–2015 |
| Secrétaire d'État à la Santé du cabinet fantôme                                                                                                 | John Healey                 | 2010–2011 |
| Secrétaire d'État à la Santé du cabinet fantôme                                                                                                 | Andy Burnham                | 2011–2015 |
| Secrétaire d'État au Commerce, à l'Innovation et au Savoir-faire du cabinet fantôme                                                             | John Denham                 | 2010–2011 |
| Secrétaire d'État au Commerce, à l'Innovation et au Savoir-faire du cabinet fantôme                                                             | Chuka Umunna                | 2011–2015 |
| Secrétaire d'État fantôme au travail et aux pensions du cabinet fantôme                                                                         | Douglas Alexander           | 2010–2011 |
| Secrétaire d'État fantôme au travail et aux pensions du cabinet fantôme                                                                         | Liam Byrne                  | 2011–2013 |
| Secrétaire d'État fantôme au travail et aux pensions du cabinet fantôme                                                                         | Rachel Reeves               | 2013–2015 |
| Secrétaire d'État à l'Éducation du cabinet fantôme                                                                                              | Andy Burnham                | 2010–2011 |
| Secrétaire d'État à l'Éducation du cabinet fantôme                                                                                              | Stephen Twigg               | 2011–2013 |
| Secrétaire d'État à l'Éducation du cabinet fantôme                                                                                              | Tristram Hunt               | 2013–2015 |
| Secrétaire d'État à la Défense du cabinet fantôme                                                                                               | Jim Murphy                  | 2010–2013 |
| Secrétaire d'État à la Défense du cabinet fantôme                                                                                               | Vernon Coaker               | 2013–2015 |
| Secrétaire d'État aux Communautés et au Gouvernement local du cabinet fantôme                                                                   | Caroline Flint              | 2010–2011 |
| Secrétaire d'État aux Communautés et au Gouvernement local du cabinet fantôme                                                                   | Hilary Benn                 | 2011–2015 |
| Secrétaire d'État à l'Énergie et au Changement climatique du cabinet fantôme                                                                    | Meg Hillier                 | 2010–2011 |
| Secrétaire d'État à l'Énergie et au Changement climatique du cabinet fantôme                                                                    | Caroline Flint              | 2011–2015 |
| Leader fantôme de la Chambre des communes | Hilary Benn                 | 2010–2011 |
| Leader fantôme de la Chambre des communes | Angela Eagle                | 2011–2015 |
| Secrétaire d'État aux Transports du cabinet fantôme                                                                                             | Maria Eagle                 | 2010–2013 |
| Secrétaire d'État aux Transports du cabinet fantôme                                                                                             | Mary Creagh                 | 2013–2014 |
| Secrétaire d'État aux Transports du cabinet fantôme                                                                                             | Michael Dugher              | 2014–2015 |
| Secrétaire d'État pour l'Irlande du Nord du cabinet fantôme                                                                                     | Shaun Woodward              | 2010–2011 |
| Secrétaire d'État pour l'Irlande du Nord du cabinet fantôme                                                                                     | Vernon Coaker               | 2011–2013 |
| Secrétaire d'État pour l'Irlande du Nord du cabinet fantôme                                                                                     | Ivan Lewis                  | 2013–2015 |
| Secrétaire d'État au Développement international du cabinet fantôme                                                                             | Harriet Harman              | 2010–2011 |
| Secrétaire d'État au Développement international du cabinet fantôme                                                                             | Ivan Lewis                  | 2011–2013 |
| Secrétaire d'État au Développement international du cabinet fantôme                                                                             | Jim Murphy                  | 2013–2014 |
| Secrétaire d'État au Développement international du cabinet fantôme                                                                             | Mary Creagh                 | 2014–2015 |
| Secrétaire d'État pour l'Écosse du cabinet fantôme                                                                                              | Ann McKechin                | 2010–2011 |
| Secrétaire d'État pour l'Écosse du cabinet fantôme                                                                                              | Margaret Curran             | 2011–2015 |
| Secrétaire d'État pour le Pays de Galles du cabinet fantôme                                                                                     | Peter Hain                  | 2010–2012 |
| Secrétaire d'État pour le Pays de Galles du cabinet fantôme                                                                                     | Owen Smith                  | 2012–2015 |
| Secrétaire d'État à l'Environnement, à l'Alimentation et aux Affaires rurales du cabinet fantôme                                                | Mary Creagh                 | 2010–2013 |
| Secrétaire d'État à l'Environnement, à l'Alimentation et aux Affaires rurales du cabinet fantôme                                                | Maria Eagle                 | 2013–2015 |
| Ministre de l'ombre pour le Cabinet Office | Liam Byrne                  | 2010–2011 |
| Ministre de l'ombre pour le Cabinet Office | Tessa Jowell                | 2011–2011 |
| Ministre de l'ombre pour le Cabinet Office | Jon Trickett                | 2011–2013 |
| Ministre de l'ombre pour le Cabinet Office | Michael Dugher              | 2013–2014 |
| Ministre de l'ombre pour le Cabinet Office | Lucy Powell                 | 2014–2015 |
| Vice-président du Parti travailliste | Tom Watson                  | 2011–2013 |
| Vice-président du Parti travailliste | Jon Trickett                | 2013–2015 |
| Ministre des femmes et l'égalité de l'ombre du cabinet fantôme                                                                                  | Yvette Cooper               | 2010–2013 |
| Ministre des femmes et l'égalité de l'ombre du cabinet fantôme                                                                                  | Gloria De Piero             | 2013–2015 |
| Secrétaire en chef du Trésor du cabinet fantôme                                                                                                 | Angela Eagle                | 2010–2011 |
| Secrétaire en chef du Trésor du cabinet fantôme                                                                                                 | Rachel Reeves               | 2011–2013 |
| Secrétaire en chef du Trésor du cabinet fantôme                                                                                                 | Chris Leslie                | 2013–2015 |
| Leader de l'Opposition à la Chambre des lords                                                                                                   | Baronne Royall de Blaisdon  | 2010–2015 |
| Whip en chef de la chambre des lords du cabinet fantôme                                                                                         | Lord Bassam de Brighton     | 2010–2015 |
| Secrétaire d'État à la Culture, aux Médias et aux Sports du cabinet fantôme                                                                     | Ivan Lewis                  | 2010–2011 |
| Secrétaire d'État à la Culture, aux Médias et aux Sports du cabinet fantôme                                                                     | Harriet Harman              | 2011–2015 |
| Participant également aux réunions du cabinet fantôme :                                                                                         |                             |           |
| Ministre de l'ombre sans portefeuille | Michael Dugher              | 2011–2013 |
| Ministre de l'ombre sans portefeuille | Lord Wood d'Anfield         | 2011–2015 |
| Ministre de l'ombre sans portefeuille | Jon Trickett                | 2013–2015 |
| Procureur général du cabinet fantôme | Patricia Scotland           | 2010–2011 |
| Procureur général du cabinet fantôme | Emily Thornberry            | 2011–2014 |
| Procureur général du cabinet fantôme | Lord Bach                   | 2014–2015 |
| Coordonnateur de l'examen des politiques | Liam Byrne                  | 2011–2012 |
| Coordonnateur de l'examen des politiques | Jon Cruddas                 | 2012–2015 |
| Ministre d'État fantôme du Cabinet Office | Jon Trickett                | 2010–2011 |
| Ministre de l'ombre pour les soins et les personnes âgées                                                                                       | Liz Kendall                 | 2011–2015 |
| Ministre de l'ombre pour le logement | Emma Reynolds               | 2013–2015 |
| Leader de l'EPLP | Glenis Willmott             | 2012–2015 |

## Cabinet fantôme initial
Miliband a annoncé son premier cabinet fantôme le 8 octobre 2010 après les élections du cabinet fantôme de 2010. Selon les règles du parti, telles qu'amendées en 2010, le cabinet fantôme comprenait le leader, le leader adjoint, le leader des pairs travaillistes, les whips en chef des deux chambres et 19 parlementaires élus par le parti travailliste parlementaire. 
- Ed Miliband – Leader de la très loyale opposition de Sa Majesté et Leader du Parti travailliste
- Harriet Harman – Leader adjoint de la très loyale opposition de Sa Majesté, Vice-Premier ministre fantôme du cabinet fantôme, Leader adjoint du Parti travailliste et Secrétaire d'État au Développement international du cabinet fantôme[2]
- Alan Johnson – Chancelier de l'Échiquier du cabinet fantôme
- Yvette Cooper – Secrétaire d'État des Affaires étrangères et du Commonwealth du cabinet fantôme et Ministre des femmes et l'égalité de l'ombre du cabinet fantôme
- Ed Balls – Secrétaire d'État à l'Intérieur du cabinet fantôme
- Rosie Winterton – Whip en chef de la chambre des communes du cabinet fantôme
- Andy Burnham – Secrétaire d'État à l'Éducation du cabinet fantôme et Election Coordinator
- Sadiq Khan – Lord Chancelier du cabinet fantôme et Secrétaire d'État à la Justice du cabinet fantôme (with responsibility for political and constitutional reform)
- Liam Byrne – Secrétaire d'État fantôme au travail et aux pensions du cabinet fantôme
- John Denham – Secrétaire d'État au Commerce, à l'Innovation et au Savoir-faire du cabinet fantôme
- John Healey – Secrétaire d'État à la Santé du cabinet fantôme
- Caroline Flint – Secrétaire d'État aux Communautés et au Gouvernement local du cabinet fantôme
- Jim Murphy – Secrétaire d'État à la Défense du cabinet fantôme
- Meg Hillier – Secrétaire d'État à l'Énergie et au Changement climatique du cabinet fantôme
- Hilary Benn – Leader fantôme de la Chambre des communes et Lord Privy Seal du cabinet fantôme
- Maria Eagle – Secrétaire d'État aux Transports du cabinet fantôme
- Mary Creagh – Secrétaire d'État à l'Environnement, à l'Alimentation et aux Affaires rurales du cabinet fantôme
- Angela Eagle – Secrétaire en chef du Trésor du cabinet fantôme
- Shaun Woodward – Secrétaire d'État pour l'Irlande du Nord du cabinet fantôme
- Ann McKechin – Secrétaire d'État pour l'Écosse du cabinet fantôme
- Peter Hain – Secrétaire d'État pour le Pays de Galles du cabinet fantôme
- Ivan Lewis – Secrétaire d'État à la Culture, aux Médias et aux Sports du cabinet fantôme
- Baronne Royall de Blaisdon – Leader de l'Opposition à la Chambre des lords
- Liam Byrne – Ministre de l'ombre pour le Cabinet Office
- Tessa Jowell – Ministre des Jeux olympiques du cabinet fantôme
- Lord Bassam de Brighton – Whip en chef de la chambre des lords du cabinet fantôme
- Patricia Scotland – Procureur général du cabinet fantôme

Participant également aux réunions du cabinet fantôme :
- Jon Trickett – Ministre de l'ombre pour le Cabinet Office

### modifications ultérieures
- 20 janvier 2011: Johnson a démissionné de son poste de chancelier de l'ombre et a été remplacé par Ed Balls, qui a été remplacé par Cooper en tant que secrétaire de l'Intérieur de l'ombre. Elle (tout en restant ministre fantôme des égalités) a été remplacée au poste de secrétaire fantôme aux Affaires étrangères par Alexander, que Byrne a remplacé en tant que secrétaire au travail fantôme et aux retraites. Jowell a pris le rôle de Byrne en tant que ministre des ombres pour le Cabinet Office, tout en conservant son rôle de ministre des Jeux olympiques de l'ombre[3].

## Remaniement de 2011
Le 7 octobre 2011, Miliband a procédé à un remaniement majeur de son cabinet fantôme. Cela a suivi la conférence du parti travailliste à laquelle les délégués ont voté pour permettre au leader du parti de choisir les membres du cabinet fantôme, éliminant les élections par les parlementaires. Healey a choisi de se retirer de la politique de première ligne et a été remplacé au poste de secrétaire à la santé fantôme par Andy Burnham, dont le portefeuille de l'éducation est allé à Stephen Twigg, un nouveau venu au cabinet fantôme, et dont les responsabilités en tant que coordonnateur des élections sont allées à Tom Watson et qui a également reçu le titre de vice-président du parti travailliste. Denham a choisi de se retirer du portefeuille des entreprises, devenant le secrétaire privé parlementaire de Miliband. Il a été remplacé par le nouveau ministre d'État fantôme chargé des petites entreprises, Chuka Umunna.
Harman et Lewis ont échangé des portefeuilles substantiels (Développement international à Lewis et Culture à Harman). Trickett a pris la responsabilité principale de l'observation du Cabinet Office de Jowell. Cette dernière a conservé son poste au sein du cabinet fantôme ainsi que ses rôles de ministre fantôme de Londres et des Jeux olympiques. Woodward (Irlande du Nord) et McKechin (Écosse) ont tous deux été exclus du cabinet fantôme, remplacés par de nouveaux venus: Vernon Coaker et Margaret Curran, respectivement.
Hillier a quitté le cabinet fantôme et a été remplacé au portefeuille de l'énergie par Flint. Elle a été à son tour remplacée au sein des Communautés et des Gouvernements locaux par Benn, dont le rôle de leader fantôme de la Chambre est allé à Angela Eagle. Elle a été remplacée en tant que secrétaire en chef de l'ombre au Trésor par Rachel Reeves, qui était nouvelle dans le cabinet fantôme. Hain a conservé ses responsabilités et a été nommé président du Forum national sur les politiques. Byrne a également conservé son portfolio et a ajouté Policy Review Co-ordinator, reflétant le travail qu'il avait déjà entrepris.
De plus, Emily Thornberry a remplacé Patricia Scotland en tant que procureur général, avec le droit d'assister aux réunions du cabinet fantôme, mais pas en tant que membre à part entière. Trois autres ont obtenu le droit d'assister au cabinet fantôme : Lord Wood d'Anfield a conservé son rôle de ministre fantôme sans portefeuille dans l'équipe du bureau du cabinet fantôme. Michael Dugher est également devenu un ministre de l'ombre sans portefeuille avec le droit d'assister aux réunions du cabinet fantôme. Liz Kendall a été nommée ministre de l'ombre pour les soins et les personnes âgées avec le droit de participer au cabinet fantôme.
Enfin, la liste du Cabinet fantôme annoncée le jour du remaniement ne mentionnait pas Khan, le secrétaire de la Justice fantôme, comme ayant la responsabilité de la réforme politique et constitutionnelle comme auparavant. Il n'est pas clair s'il a conservé cette responsabilité ou si elle a été transférée à Harman, dont le titre a été répertorié comme Vice-premier ministre fantôme au lieu de Leader adjoint de l'opposition, ; Nick Clegg, le vice-premier ministre, était le ministre du gouvernement avec la responsabilité de la réforme politique et constitutionnelle.
- Ed Miliband – Leader de la très loyale opposition de Sa Majesté et Leader du Parti travailliste
- Harriet Harman – Leader adjoint de la très loyale opposition de Sa Majesté, Vice-Premier ministre fantôme du cabinet fantôme, Leader adjoint du Parti travailliste, Secrétaire d'État à la Culture, aux Médias et aux Sports du cabinet fantôme et Président du Parti travailliste
- Ed Balls – Chancelier de l'Échiquier du cabinet fantôme
- Douglas Alexander – Secrétaire d'État des Affaires étrangères et du Commonwealth du cabinet fantôme
- Yvette Cooper – Secrétaire d'État à l'Intérieur du cabinet fantôme et Ministre des femmes et l'égalité de l'ombre du cabinet fantôme
- Sadiq Khan – Lord Chancelier du cabinet fantôme et Secrétaire d'État à la Justice du cabinet fantôme
- Rosie Winterton – Whip en chef de la chambre des communes du cabinet fantôme
- Andy Burnham – Secrétaire d'État à la Santé du cabinet fantôme
- Stephen Twigg – Secrétaire d'État à l'Éducation du cabinet fantôme
- Chuka Umunna – Secrétaire d'État au Commerce, à l'Innovation et au Savoir-faire du cabinet fantôme
- Jim Murphy – Secrétaire d'État à la Défense du cabinet fantôme
- Hilary Benn – Secrétaire d'État aux Communautés et au Gouvernement local du cabinet fantôme
- Angela Eagle – Leader fantôme de la Chambre des communes
- Rachel Reeves – Secrétaire en chef du Trésor du cabinet fantôme
- Caroline Flint – Secrétaire d'État à l'Énergie et au Changement climatique du cabinet fantôme
- Tessa Jowell – Ministre de Londres du cabinet fantôme et Ministre des Jeux olympiques du cabinet fantôme
- Maria Eagle – Secrétaire d'État aux Transports du cabinet fantôme
- Liam Byrne – Secrétaire d'État fantôme au travail et aux pensions du cabinet fantôme et coordinateur de la révision des politiques
- Ivan Lewis – Secrétaire d'État au Développement international du cabinet fantôme
- Mary Creagh – Secrétaire d'État à l'Environnement, à l'Alimentation et aux Affaires rurales du cabinet fantôme
- Jon Trickett – Ministre de l'ombre pour le Cabinet Office
- Tom Watson – Vice-président du Parti travailliste et coordonnateur de la campagne
- Vernon Coaker – Secrétaire d'État pour l'Irlande du Nord du cabinet fantôme
- Margaret Curran – Secrétaire d'État pour l'Écosse du cabinet fantôme
- Peter Hain – Secrétaire d'État pour le Pays de Galles du cabinet fantôme et président du Forum politique national
- Baronne Royall de Blaisdon – Leader de l'Opposition à la Chambre des lords
- Lord Bassam de Brighton – Whip en chef de la chambre des lords du cabinet fantôme

Participant également aux réunions du cabinet fantôme :
- Liz Kendall – Ministre de l'ombre pour les soins et les personnes âgées
- Michael Dugher – Ministre de l'ombre sans portefeuille
- Emily Thornberry – Procureur général du cabinet fantôme
- Lord Wood d'Anfield – Ministre de l'ombre sans portefeuille

### modifications ultérieures
- Le 15 mai 2012, à la suite de la démission de Peter Hain en tant que secrétaire d'État pour le Pays de Galles du cabinet fantôme, Miliband a procédé à un mini-remaniement: Owen Smith a été nommé pour remplacer Hain, tandis que Jon Cruddas a remplacé Liam Byrne en tant que coordinateur de la révision des politiques[8].
- Le 11 septembre 2012, Dame Tessa Jowell a quitté le cabinet fantôme, après avoir annoncé qu'elle prévoyait de se retirer de la politique de première plan[9].

## Remaniement de 2013
Le 7 octobre 2013, Ed Miliband a procédé à un remaniement de son équipe de banc avant. Les mouvements comprenaient des rétrogradations d'éminents Blairistes, dont Jim Murphy, qui est passé de la défense au développement international, et Ivan Lewis qui est passé du développement international au portefeuille de l'ombre de l'Irlande du Nord. En outre, Liam Byrne et Stephen Twigg sont passés respectivement du Travail et des Pensions et de l'Éducation à des postes ministériels juniors de l'ombre aux Affaires et à l'Éducation. Parmi les promotions importantes figuraient Tristram Hunt à l'éducation, Rachel Reeves au travail et aux pensions, Vernon Coaker à la défense et Chris Leslie au poste de Secrétaire en chef du Trésor du cabinet fantôme. Douglas Alexander a été nommé président de la stratégie et de la planification électorales générales.
- Ed Miliband – Leader de la très loyale opposition de Sa Majesté et Leader du Parti travailliste
- Harriet Harman – Leader adjoint de la très loyale opposition de Sa Majesté, Vice-Premier ministre fantôme du cabinet fantôme, Leader adjoint du Parti travailliste, Secrétaire d'État à la Culture, aux Médias et aux Sports du cabinet fantôme et Président du Parti travailliste
- Ed Balls – Chancelier de l'Échiquier du cabinet fantôme
- Douglas Alexander – Secrétaire d'État des Affaires étrangères et du Commonwealth du cabinet fantôme et président de la stratégie et de la planification électorales générales
- Yvette Cooper – Secrétaire d'État à l'Intérieur du cabinet fantôme et Ministre des femmes et l'égalité de l'ombre du cabinet fantôme
- Sadiq Khan – Lord Chancelier du cabinet fantôme et Secrétaire d'État à la Justice du cabinet fantôme
- Rosie Winterton – Whip en chef de la chambre des communes du cabinet fantôme
- Andy Burnham – Secrétaire d'État à la Santé du cabinet fantôme
- Tristram Hunt – Secrétaire d'État à l'Éducation du cabinet fantôme
- Chuka Umunna – Secrétaire d'État au Commerce, à l'Innovation et au Savoir-faire du cabinet fantôme
- Vernon Coaker – Secrétaire d'État à la Défense du cabinet fantôme
- Jim Murphy – Secrétaire d'État au Développement international du cabinet fantôme
- Hilary Benn – Secrétaire d'État aux Communautés et au Gouvernement local du cabinet fantôme
- Angela Eagle – Leader fantôme de la Chambre des communes
- Rachel Reeves – Secrétaire d'État fantôme au travail et aux pensions du cabinet fantôme
- Caroline Flint – Secrétaire d'État à l'Énergie et au Changement climatique du cabinet fantôme
- Mary Creagh – Secrétaire d'État aux Transports du cabinet fantôme
- Maria Eagle – Secrétaire d'État à l'Environnement, à l'Alimentation et aux Affaires rurales du cabinet fantôme
- Chris Leslie – Secrétaire en chef du Trésor du cabinet fantôme
- Margaret Curran – Secrétaire d'État pour l'Écosse du cabinet fantôme
- Ivan Lewis – Secrétaire d'État pour l'Irlande du Nord du cabinet fantôme
- Owen Smith – Secrétaire d'État pour le Pays de Galles du cabinet fantôme
- Gloria De Piero – Ministre des femmes et l'égalité de l'ombre du cabinet fantôme
- Michael Dugher – Ministre de l'ombre pour le Cabinet Office et chef des communications
- Jon Trickett – Ministre de l'ombre sans portefeuille et Deputy Party Chair
- Baronne Royall de Blaisdon – Leader de l'Opposition à la Chambre des lords

Participant également aux réunions du cabinet fantôme :
- Emma Reynolds – Ministre de l'ombre pour le logement
- Liz Kendall – Ministre de l'ombre pour les soins et les personnes âgées
- Emily Thornberry – Procureur général du cabinet fantôme
- Jon Cruddas – Président de la revue de la politique du Parti travailliste
- Lord Wood d'Anfield – Ministre de l'ombre sans portefeuille
- Lord Bassam de Brighton – Whip en chef de la chambre des lords du cabinet fantôme
- Glenis Willmott - Leader de l'EPLP

### modifications ultérieures
- Le 2 novembre 2014, Jim Murphy a démissionné de son poste de secrétaire au développement international de l'ombre pour faire campagne pour la direction du Parti travailliste écossais[10]. Par la suite, le 5 novembre, un certain nombre de changements à la composition du cabinet fantôme ont été annoncés : la secrétaire aux Transports fantômes Mary Creagh a remplacé Murphy au Développement international, qui a été remplacé par Michael Dugher, jusqu'ici le ministre fantôme du Cabinet Office ; il fut à son tour remplacé par Lucy Powell[11].
- Le 20 novembre 2014, Emily Thornberry a démissionné de son poste de procureure générale de l'ombre à la suite d'une réaction brutale résultant de l'envoi d'un tweet controversé[12]. Lord Bach a été nommé comme son remplaçant le 3 décembre[13].